# Pont de Constantin (Arles)
Dès la plus haute Antiquité, peut-être même avant l’occupation romaine, un pont a dû relier la ville d'Arles à la Camargue. Il est impossible aujourd'hui de se prononcer sur la place qu'occupa ce premier pont et sur la façon dont il fut construit. Il fut probablement suivi d’un premier pont romain, construit à l’époque augustéenne ou peu après. Mais le pont romain dont on voit encore quelques vestiges remonterait à l’époque de Constantin. Il est également appelé pont de bateaux.

## Description - Localisation
Au XIXe siècle, il était possible de voir exactement le positionnement de cet ouvrage entre Trinquetaille, à proximité des ruines de l'ancien château, et Arles, entre les anciennes portes de Rousset et de Vers, sous le rempart de la rue Chiavary disparue dans le quartier dit de la Cavalerie au nord de la cité. Situé sur la voie Aurélienne, il se continuait vers Fourques par un second ouvrage qui franchissait le Petit-Rhône. Aujourd’hui, seules subsistent les ruines de Trinquetaille.
Pendant longtemps, ce pont fut peu connu. Les uns affirmaient qu'il était en pierre, les autres croyaient que le bois entrait pour une large part dans sa construction. 
Aujourd’hui, on [Qui ?] pense qu’il combinait à la fois des parties en pierre à chaque extrémité et des parties en bois formant un pont de bateaux au milieu. 
L’ouvrage présentait, à chacune de ses extrémités, un pont-levis, manœuvré pour permettre le passage des embarcations.
Aujourd'hui, les ruines de cet ouvrage sont propriété de l'État et de V.N.F.. Elles sont également classées comme Monument historique (1920) et figurent sur la liste du patrimoine mondial de l'Unesco (1981).

## Histoire

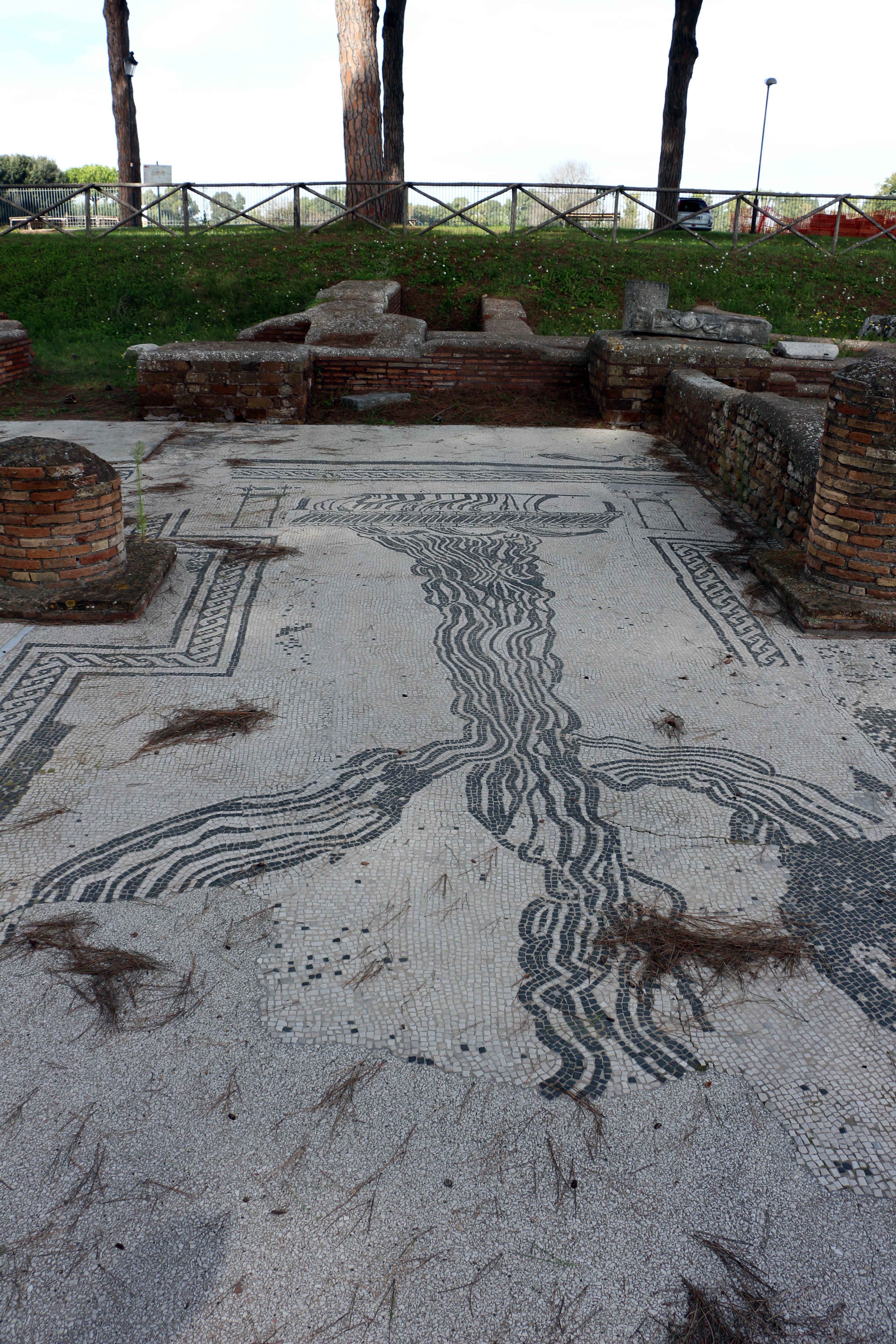
Emplacement des marins arlésiens sur la place des Corporations d'Ostie ; la mosaïque représente le delta du Rhône avec, en haut, le pont d'Arles.

On trouve dans l’histoire, de nombreuses références à ce pont. Dès le Ier siècle, à Ostie le port de Rome, une mosaïque représentant le delta du Rhône avec le pont d'Arles, indiquait, sur la place des Corporations, l'emplacement réservé aux marins arlésiens. Entre 380 et 390, le poète Ausone lorsqu’il brosse un portrait de la ville d'Arles dans son ouvrage recensant les 17 villes les plus importantes de l'Empire : 

Ouvre, Arles, douce hôtesse, ton double port, Arles, petite Rome gauloise, voisine de Narbonne et de cette Vienne qu'enrichissent les colons des Alpes.
Tu es coupée par le cours impétueux du Rhône au milieu duquel un pont de bateaux forme une place où tu reçois les marchandises du monde romain.

Tu ne le retiens pas et tu enrichis les autres peuples et les autres villes que possèdent la Gaule et le vaste sein de l'Aquitaine.
[Quoi ?]fournit probablement la première description de cet ouvrage. Ce pont, dit de Constantin, est caractérisé par la présence d'une place centrale aménagée au milieu de la construction sur le pont de bateaux. 
Au Ve siècle, dans la Vie de Saint-Hilaire, ce pont est évoqué. En 428, une anecdote rapporte, en effet, à la fois la célébration annuelle du martyre de Saint Genès et l'écroulement du pont de bateaux d'Arles sous l'affluence des fidèles qui traversent d'une rive à l'autre « sans d'ailleurs, par miraculeuse protection, qu'il y eût de victimes ». 
Lors du siège d'Arles de 507/508, ce pont est encore évoqué. Il est l'objet de durs combats entre les forces de la coalition burgonde et franque et l'armée ostrogothe conduite par le patrice Ibba.
Au VIIIe siècle, ce pont semble toujours exister. Émile Fassin dans son ouvrage Bulletin archéologique d’Arles, rapporte qu’un auteur arabe écrivant l'histoire de l'invasion des Sarrasins dans le midi de la France, mentionne : 
La ville, dit-il, est bâtie sur un fleuve le plus grand du pays. Les deux rives communiquent l'une à l'autre par un pont de construction antique si vaste et si solide qu'on a pratiqué dessus des marchés...

.
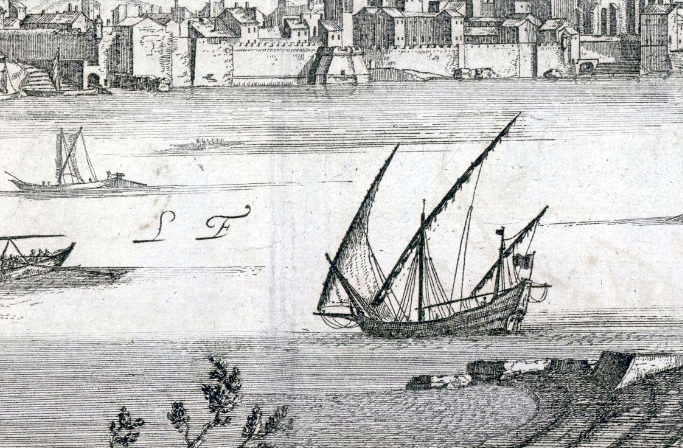
Vestiges du pont romain sur les deux rives du Rhône en 1660.
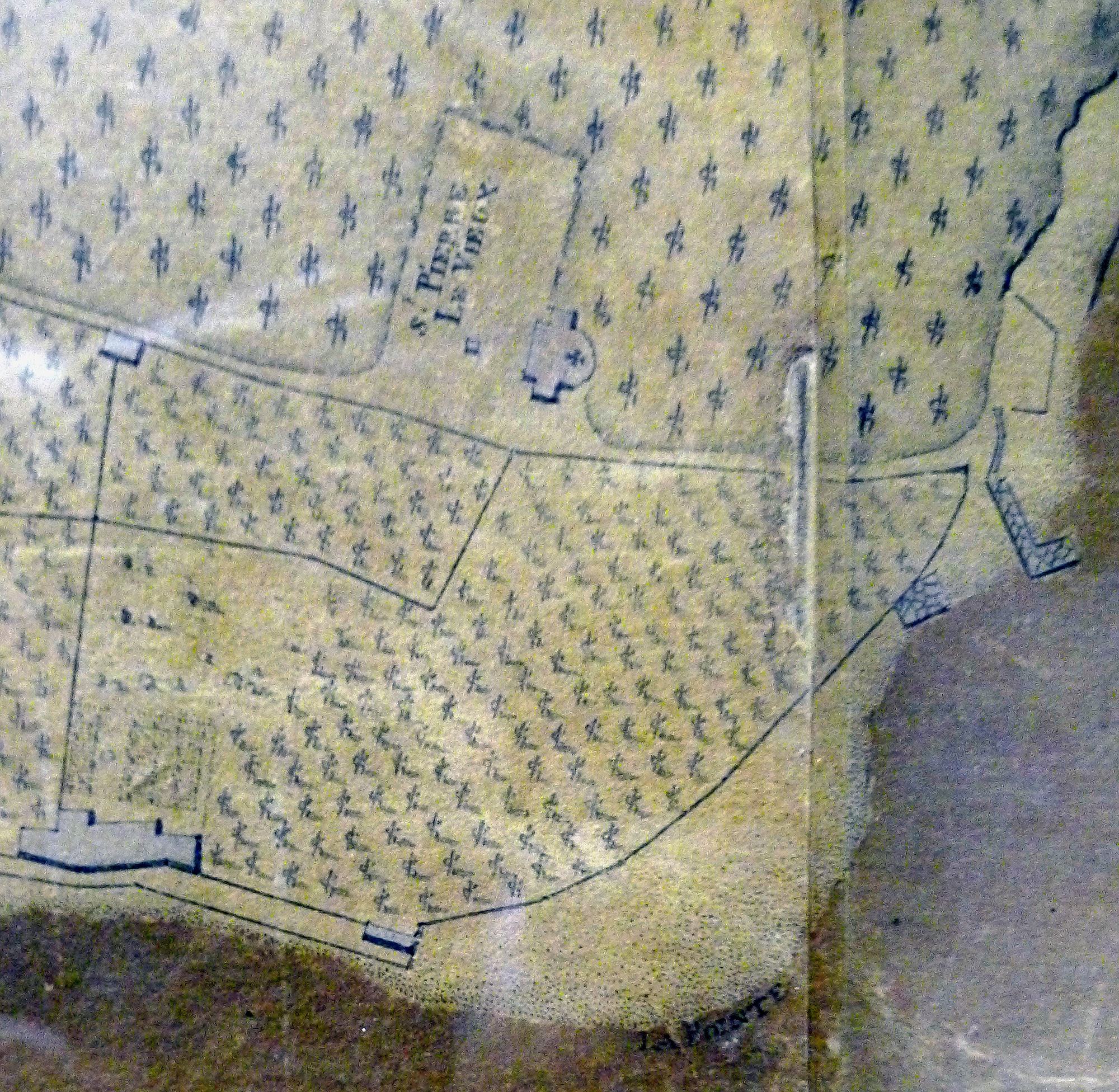
Vestiges du pont romain (à droite de l'image) à Trinquetaille sur un plan de 1743.

Aujourd'hui, la seule connaissance de ce monument résulte de sources écrites ou figurées de l’époque ou de l'histoire d'Arles, ainsi que des prospections archéologiques sous-fluviales plus modernes, car les vestiges visibles de nos jours sont, en effet, très réduits ou immergés.

### Sources
- Émile Fassin – Bulletin archéologique d’Arles, no 1,2,3 - 1890-1891.